# Селвеле (Фрозиноне)
Селвеле је насеље у Италији у округу Фрозиноне, региону Лацио.
Према процени из 2011. у насељу је живело 62 становника. Насеље се налази на надморској висини од 599 м.